# Vs. Tour
Vs. Tour è il tour del 1993 e del 1994 dei Pearl Jam, per promuovere il loro secondo album, Vs..
Fu l'ultimo tour per Dave Abbruzzese. Per questo tour la band fissò un limite per il prezzo dei ticket, con lo scopo di limitare il bagarinaggio. Il 3 aprile 1994 fu trasmesso via radio il concerto della band ad Atlanta e successivamente fu pubblicato in un EP (solo per il mercato europeo) chiamato "Dissident"/Live in Atlanta. Durante questo tour, furono suonate varie canzoni del terzo album della band Vitalogy. Per il 1994 fu programmato un tour estivo, ma fu cancellato per boicottare Ticketmaster.

## Date

### Warm-Up Shows
- 25/10/93 -  Seattle, Washington, USA - The Off Ramp
- 27/10/93 -  Santa Cruz, California, USA - The Catalyst

### Stati Uniti 1
- 28/10/93 -  San Francisco, California, USA - The Warfield Theatre
- 30/10/93 -  San Jose, California, USA - The Event Center Arena
- 31/10/93 -  Berkeley, California, USA - Greek Theatre
- 02/11/93 -  San Diego, California, USA - Civic Theatre
- 03/11/93 -  San Diego, California, USA - Civic Theatre
- 04/11/93 -  Hollywood, California, USA - Whisky a Go Go
- 05/11/93 -  Indio, California, USA - Empire Polo Fields
- 06/11/93 -  Mesa, Arizona, USA - Mesa Amphitheater
- 07/11/93 -  Mesa, Arizona, USA - Mesa Amphitheater
- 09/11/93 -  Albuquerque, Nuovo Messico, USA - Convention Exhibition Hall
- 11/11/93 -  Denton, Texas, USA - University of North Texas Coliseum, Super Pit
- 12/11/93 -  Dallas, Texas, USA - Moody Coliseum
- 16/11/93 -  New Orleans, Louisiana, USA - Lakefront Arena
- 17/11/93 -  New Orleans, Louisiana, USA - Lakefront Arena
- 19/11/93 -  New Orleans, Louisiana, USA - Lakefront Arena
- 20/11/93 -  Nacogdoches, Texas, USA - Stephen F. Austin Arena
- 22/11/93 -  Little Rock, Arkansas, USA - Barton Coliseum
- 23/11/93 -  Oklahoma City, Oklahoma, USA - T&T Center
- 24/11/93 -  Wichita, Kansas - Century II Convention Hall
- 26/11/93 -  Boulder, Colorado, USA - Balch Fieldhouse, University of Colorado at Boulder
- 27/11/93 -  Boulder, Colorado, USA - Balch Fieldhouse, University of Colorado at Boulder
- 28/11/93 -  Boulder, Colorado, USA - Balch Fieldhouse, University of Colorado at Boulder (CANCELLATO)
- 30/11/93 -  Las Vegas, Nevada, USA - Aladdin Theatre for the Performing Arts (fu precedentemente programmato al Sands Hotel)
- 01/12/93 -  Las Vegas, Nevada, USA - Aladdin Theatre for the Performing Arts (fu precedentemente programmato al Sands Hotel)
- 02/12/93 -  Reno, Nevada - Lawlor Events Center
- 07/12/93 -  Seattle, Washington - Seattle Center Arena
- 08/12/93 -  Seattle, Washington - Seattle Center Arena
- 09/12/93 -  Seattle, Washington - Seattle Center Arena

### Stati Uniti 2
- 06/03/94 -  Denver, Colorado, USA - Paramount Theatre
- 07/03/94 -  Denver, Colorado, USA - Paramount Theatre
- 09/03/94 -  Pensacola, Florida, USA - Civic Center
- 10/03/94 -  Chicago, Illinois, USA - Chicago Stadium
- 13/03/94 -  Chicago, Illinois, USA - New Regal Theater
- 14/03/94 -  Saint Louis, Missouri, USA - Fox Theatre
- 15/03/94 -  Saint Louis, Missouri, USA - Fox Theatre
- 17/03/94 -  West Lafayette, Indiana - Elliot Hall, Purdue University
- 19/03/94 -  Detroit, Michigan, USA - Masonic Theater
- 20/03/94 -  Ann Arbor, Michigan - Crisler Arena
- 22/03/94 -  Cleveland, Ohio, USA - Cleveland State University Convocation Center
- 24/03/94 -  Louisville, Kentucky, USA - Louisville Gardens
- 25/03/94 -  Memphis, Tennessee, USA - Mid-South Coliseum
- 26/03/94 -  Murfreesboro, Tennessee, USA - Murphy Center
- 28/03/94 -  Miami, Florida, USA - Bayfront Amphitheater
- 29/03/94 -  Saint Petersburg, Florida - Bayfront Arena
- 02/04/94 -  Atlanta, Georgia, USA - Fox Theatre
- 03/04/94 -  Atlanta, Georgia, USA - Fox Theatre
- 06/04/94 -  Springfield, Massachusetts, USA - MassMutual Center
- 07/04/94 -  Rochester, New York, USA - Blue Cross Arena
- 08/04/94 -  Fairfax, Virginia, USA - Patriot Center
- 10/04/94 -  Boston, Massachusetts, USA - Boston Garden
- 11/04/94 -  Boston, Massachusetts, USA - Boston Garden
- 12/04/94 -  Boston, Massachusetts, USA - Orpheum Theatre
- 17/04/94 -  New York, New York, USA - Madison Square Garden

## Formazione
- Jeff Ament - Basso
- Stone Gossard - Chitarra ritmica
- Mike McCready - Chitarra solista
- Eddie Vedder - Voce, chitarra
- Dave Abbruzzese - Batteria

## Gruppi di spalla
Warm-Up Shows
- American Music Club - (27/10/93)

Stati Uniti 1
- Rollins Band - (28/10/93 - 31/10/93)
- American Music Club - (31/10/93 - 05/11/93)
- Weapon of Choice - (05/11/93)
- Eleven - (05/11/93)
- Bill Miller - (06/11/93 - 07/11/93)
- Butthole Surfers - (06/11/93 - 12/11/93)
- Urge Overkill - (16/11/93 - 26/11/93, 02/12/93 - 07/12/93, 09/12/93)
- Mudhoney - (26/11/93 - 02/12/93)
- Six in the Clip - (07/12/93)
- Hater - (09/12/93)

Stati Uniti 2
- The Frogs - (06/03/94 - 07/03/94, 10/03/94 - 15/03/94)
- L7 - (09/03/94)
- Follow For Now - (09/03/94)
- Urge Overkill - (10/03/94)
- Magic Slim and the MGs - (13/03/94)
- Grant Lee Buffalo - (14/03/94, 17/03/94 - 22/03/94)
- King's X - (24/03/94 - 03/04/94)
- Mudhoney - (06/04/94 - 17/04/94)